# Marginalisatie
Marginalisatie is het naar de zijlijn verplaatsen van individuen of groepen mensen, wat volwaardige participatie aan de samenleving in de weg staat.
Veelal is dit een situatie waarbij de niet-dominante groep gedwongen wordt te assimileren en er tegelijkertijd sprake is van uitsluiting (segregatie).